# Bougouzoun (col)
Bougouzoun  (en russe : Бугузун) est un col de montagne du sud des monts Tchikhatchov, à la frontière de la république de l'Altaï et de celle de Touva.

## Toponymie
Le col porte le nom de la rivière qui prend sa source à proximité. Venant du mongol буга (bouga, signifiant « taureau, puissant, énorme ») et du mongol ousoun (« eau, rivière »), Bougouzoun signifie « grande rivière ».

## Aménagements
La piste qui emprunte le col de Bougouzoun relie le raïon de Koch-Agatch, dans la république de l'Altaï, à la kojuun du Moungoun-Taïga, dans la république de Touva. Le col n'est quasiment pas emprunté, car il ne dispose que d'une piste, et l'ascension depuis l'Altaï implique de nombreuses difficultés. L'ascension en voiture vers le col, en particulier du côté de l'Altaï, implique de surmonter des difficultés importantes. La piste de ce côté emprunte d'ailleurs le lit de la rivière Bougouzoun sur une partie. La source de la rivière Bougouzoun se trouve près du col.
Tout comme aux autres cols de l'Altaï et de Touva, un ovoo y a été construit, avec des symboles bouddhistes comme des khatas.
Le col devrait voir passer la nouvelle route entre Touva et la république de l'Altaï d'ici 2027.